# Bitam
Bitam ist eine Stadt in der Provinz Woleu-Ntem im Norden Gabuns. Nach Oyem ist sie mit etwa 13.000 Einwohnern (Berechnung 2008) die zweitgrößte Stadt der Provinz. Bitam liegt rund 25 Kilometer südlich von der Grenze zu Kamerun und etwa 18 Kilometer östlich von der Grenze zu Äquatorialguinea entfernt. In der Stadt befinden sich ein Markt und ein Flughafen.

## Persönlichkeiten
- Pierre Aubameyang (* 1965), Fußballspieler
- Yves Stéphane Bitséki Moto (* 1983), Fußballspieler
- Rémy Ebanega (* 1989), Fußballspieler
- Wadel Abdelkader Kamougué (1939–2011), Politiker des Tschad
- Pacôme Moubelet-Boubeya (* 1963), Politiker

## Belege
1. ↑  Archivierte Kopie (Memento des Originals vom 29. Dezember 2011 im Internet Archive)  Info: Der Archivlink wurde automatisch eingesetzt und noch nicht geprüft. Bitte prüfe Original- und Archivlink gemäß Anleitung und entferne dann diesen Hinweis.